# Paroisse d'Harcourt
Pour les articles homonymes, voir Harcourt (homonymie).
La paroisse d'Harcourt est une paroisse civile du comté de Kent, à l'est du Nouveau-Brunswick. Elle est désormais fusionnée au territoire d'Harcourt.

## Toponyme

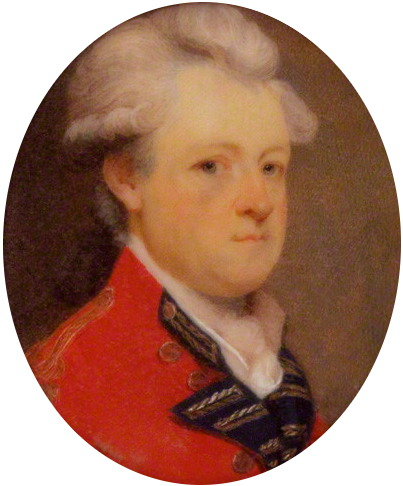
William Harcourt.

Harcourt est nommé ainsi en l'honneur de William Harcourt, IIIe earl Harcourt (1743-1830), militaire britannique, élevé à la dignité de Field Marshall par le roi George IV du Royaume-Uni en 1821. Il était l'ami de Howard Douglas, un lieutenant-gouverneur du Nouveau-Brunswick.
Il faisait partie de la branche anglaise de la célèbre famille d'Harcourt qui tire justement son nom d'un toponyme de Normandie, Harcourt, où subsiste encore actuellement le château d'Harcourt, fief d'origine de la famille.

## Chronologie municipale
La municipalité du comté de Kent est dissoute en 1966. La paroisse d'Harcourt devient un district de services locaux en 1967.